# Адміністративний поділ Об'єднаних Арабських Еміратів

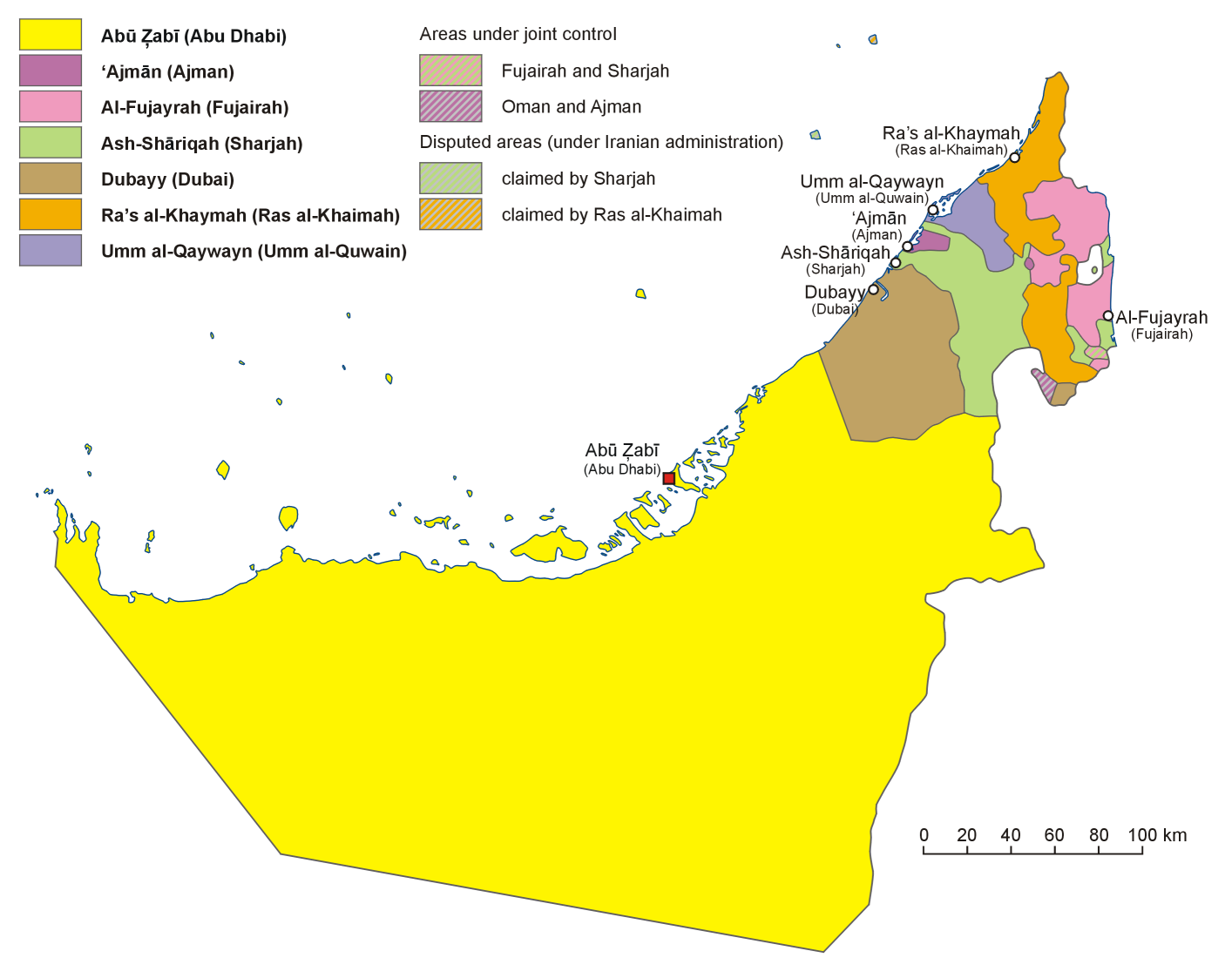
Адміністративний поділ Об'єднаних Арабських Еміратів

Об'єднані Арабські Емірати — федеративна держава, що складається з семи еміратів (араб. إمارات — Імарат, од. ч. — إمارة — імара). Кожен емірат є мікро-державою з абсолютною монархією. Ключовим моментом в адміністративному устрої ОАЕ є право кожного емірату розпоряджатися запасами вуглеводнів на своїй території — фактично відповідно до запасів нафти розподіляється вплив тих чи інших еміратів у визначенні загальної політики країни. Так, у найбільшому й найбагатшому з еміратів, Абу-Дабі, розташована столиця — місто Абу-Дабі, і емір Абу-Дабі є одночасно президентом Об'єднаних Арабських Еміратів. Емір Дубаю є главою уряду.
| Емірат          | Оригінальна назва | Адміністративний центр | Площа, км² | Населення, чол |
| --------------- | ----------------- | ---------------------- | ---------- | -------------- |
| Абу-Дабі        | أبو ظبي           | Абу-Дабі               | 67 340     | 1 465 431      |
| Аджман          | عجمان             | Аджман                 | 259        | 260 492        |
| Дубай           | دبي               | Дубай                  | 3 885      | 1 229 330      |
| Рас-ель-Хайма   | رأس الخيمة        | Рас-ель-Хайма          | 1 683      | 191 753        |
| Умм-ель-Кайвайн | أم القيوين        | Умм-ель-Кайвайн        | 777        | 59 098         |
| Ель-Фуджайра    | الفجيرة           | Ель-Фуджайра           | 1 166      | 118 933        |
| Шарджа          | الشارقة           | Шарджа                 | 2 590      | 656 941        |